# Selva morale e spirituale

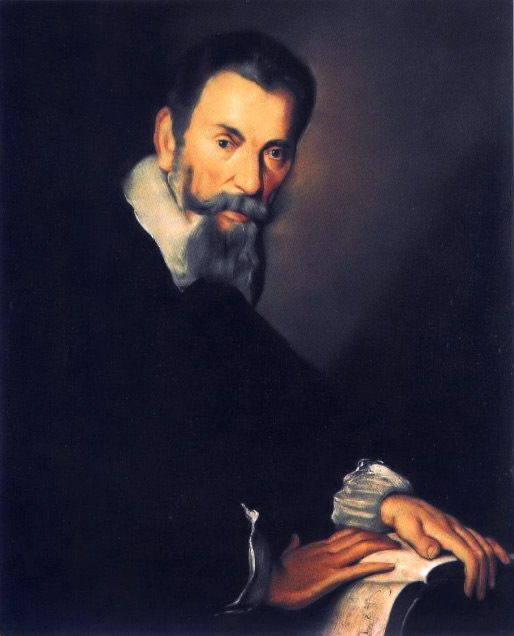
Monteverdi v roce 1640

Selva morale e spirituale (Mravní a duchovní les, SV 252-288) je obvylý název sbírky duchovních skladeb Claudia Monteverdiho, publikované v Benátkách v letech 1640-1641.
Shrnuje Monteverdiho skladatelské dílo z doby, kdy působil jako kapelník v bazilice sv. Marka v Benátkách (tedy od roku 1610) a tvoří do jisté míry Monteverdiho závěť v oblasti duchovní hudby (sbírka vznikla v době, kdy bylo Monteverdimu 74 let). Sbírku Monteverdi věnoval císařovně Eleonoře Gonzagové.
Nejde tedy o jednotný celek, ale o spojení mnoha skladeb s latinskými i italskými texty, obsahuje nábožensky laděné madrigaly (na texty Francesca Petrarcy a Monteverdiho přítele, benediktina Angela Grilla) i celou čtyřhlasou mši, několik žalmů a zhudebnění mariánských hymnů Magnificat (dvakrát) a Salve Regina (třikrát).

## Obsah
A
- O Ciechi il tanto affaticar Madrigale morale a 5 voci & due violini
- Voi ch'ascoltate Madrigale morale a 5 voci & due violini
- E questa vita un lampo a 5 voci
- Spontava il di Canzonetta morale a 3 voci
- Chi vol che m'innamori Canzonetta morale a 3 con due violini
- Messa a 4 da capella
- Gloria a 7 voci concertata con due violini & quattro viole da brazzo overo 4 Tromboni quali anco si ponno lasciare se occoresce l'acidente
- Crucifixus a quattro voci. Basso Tenore Quinto & Alto
- Et resurrexit a due Soprani o Tenori con due violini
- Et iterum a 3 voci. Basso & due Contralti Concertato con quatro Tronboni o viole da brazzo quali si ponno anco lasciare il qual Crucifixus servirà per variatione della Messa a quattro pigliando questo in loco di quello notato tra li due segni

B
- Motetto a Voce sola in Basso Ab æterno ordinata sum
- Dixit Primo a 8 voci concertato con due violini & quattro viole on Tronboni quali se portasse l'accidente anco si ponno lasciare
- Dixit secondo a 8 voci concertato co gli stessi istromenti del primo & nel medesimo modo
- Confitebor Primo a 3 voci con 5 altre voce ne repleni
- Confitebor Secondo a 3 voci concertato con due violini
- Confitebor Terzo alla francese a 5 voci quali si può concertare se piacerà con quattro viole da brazzo lasciando la parte del soprano alla voce sola
- Beatus primo a 6 voci concertato con due violini & 3 viole da brazzo overo 3 Tromboni quali anco si ponno lasciare
- Beatus Secondo a 5 voci qual si pouN cantare ridoppiato & forte o come piacerà
- Laudate pueri Primo a 5 concertato con due violini
- Laudate Pueri Secondo a 5 voci
- Laudate dominum omnes gentes Primo a 5 voci concertato con due violini & un choro a quattro voci qual potrasi e cantare e sonare co quattro viole o Tromboni & anco lasciare se acadesse il bisogno
- Laudate Dominum Secondo a 8 voci & due violini
- Laudate Dominum Terzo a 8 voci
- Credidi a 8 voci da Capella
- Memento a 8 voci da Capella
- Sanctorum meritis Primo a voce sola & due violini sopra alla qual aria si potranno cantare anco altri Hinni pero che sijno dello stesso Metro
- Sanctorum meritis secondo a voce sola concertato con due violini sopra a la qual aria si puo cantare anco altri Hinni dello stesso Metro
- Iste Confessor voce sola & due violini sopra alla qual Aria si puo cantare parimente Ut queant laxis die S. Gio. Batt. & simili
- Deus tourum militum Hinno con doi violini
- Magnificat Primo a 8 voci & due violini & quattro viole overo quatro Tronboni quali in acidente si ponno lasciare
- Magnificat Secondo a quatro voci in genere da Capella
- Salve regina con dentro un Ecco voce sola risposta d'ecco & due violini
- Salve Regina a 2 voci due Tenori o due soprani
- Salve Regina a 3 voci Alto Basso & Tenore o Soprano

Motetti A Voce Sola
- Iubilate a voce Sola in Dialogo
- Laudate Dominum voce sola Soprano o Tenore
- Pianto Della Madonna sopra al Lamento del'Arianna